# Amaxia peruana
Amaxia peruana är en fjärilsart som beskrevs av Rothschild 1916. Amaxia peruana ingår i släktet Amaxia och familjen björnspinnare. Inga underarter finns listade i Catalogue of Life.